# Rogożew (przystanek kolejowy)
Rogożew – przystanek osobowy w województwie mazowieckim, na linii Kutno – Brodnica.

## Ruch pasażerski
| Rok  | Wymiana pasażerska na dobę | Średnia dobowa liczba zatrzymań | Średnia liczba pasażerów na 1 zatrzymanie |
| ---- | -------------------------- | ------------------------------- | ----------------------------------------- |
| 2017 | 0-9                        | n/a                             | n/a                                       |
| 2018 | 0-9                        | n/a                             | n/a                                       |
| 2019 | 0-9                        | 14                              | 0                                         |
| 2020 | 0-9                        | 17                              | od 0 do 2                                 |
| 2021 | 0-9                        | 17                              | od 0 do 2                                 |
| 2022 | 0-9                        | 17                              | od 0 do 2                                 |
| 2023 | 0-9                        | 17                              | od 0 do 2                                 |

## Połączenia[8]
Obecnie stacja w Rogożewie obsługuje jeden pociąg regionalny Kolei Mazowieckich relacji Kutno – Gostynin – Płock – Sierpc (R31).
| Linia | Przewoźnik         | Trasa |
| R31   | Koleje Mazowieckie | Kutno – Kutno Azory – Raciborów Kutnowski – Strzelce Kujawskie – Sierakówek – Gostynin – Rogożew – Łąck – Płock Radziwie – Płock – Płock Trzepowo – Proboszczewice Płockie – Gozdowo – Susk – Sierpc |